# Raquel Welch
Raquel Welch (Chicago, 5 september 1940 – Los Angeles, 15 februari 2023) was een Amerikaans actrice.

## Biografie
Raquel Welch werd geboren als Jo Raquel Tejada in een gezin met drie kinderen. Ze was de oudste dochter van een Boliviaanse ruimtevaartingenieur en een Amerikaanse van Ierse afkomst. In 1942 werd vader overgeplaatst naar San Diego en daar groeide Raquel op in de wijk La Jolla. Ze deed van haar zevende tot haar zeventiende aan ballet, maar stopte daarmee toen haar balletinstructeur haar vertelde dat ze niet het juiste figuur had. Als tiener won ze vele Missverkiezingen, onder andere 'Miss Photogenic' en 'Miss Contour'. Terwijl ze op de La Jolla highschool zat, won ze de titel 'Miss Fairest of the Fair' op de San Diego County Fair. Na de middelbare school ging ze naar de San Diego State University met een theaterstudiebeurs. Op 8 mei 1959 trouwde ze met haar jeugdliefde van wie ze de achternaam Welch kreeg. Het echtpaar kreeg twee kinderen, het huwelijk eindigde echter in 1964. Ze was in totaal vier keer getrouwd (en gescheiden); haar tweede man (en manager) was filmproducent Patrick Curtis (1967–1972), daarna trouwde Welch met de Franse film- en televisieproducent André Weinfeld (1980–1990). Met haar vierde echtgenoot (1999–2004) woonde ze sinds 2003 niet meer samen. Haar dochter Tahnee Welch, uit haar eerste huwelijk, is inmiddels ook een bekend model en actrice.
Welch overleed in 2023 op 82-jarige leeftijd na een kort ziekbed.

## Carrière
In 1959 kreeg ze de hoofdrol in een openluchttoneelstuk getiteld Ramona Pageant, gebaseerd op de roman Ramona van Helen Hunt Jackson.
Ze werd weervrouw bij een lokaal televisiestation in San Diego. Daardoor besloot ze ook met haar studie te stoppen. Daarna liep haar eerste huwelijk op de klippen en verhuisde ze met haar twee kinderen naar Dallas, Texas. Daar werd ze model voor het warenhuis Neiman Marcus en werkte ze ook als serveerster met de bedoeling door te reizen naar New York.
In plaats daarvan ging ze naar Los Angeles, Californië waar ze veel audities deed bij de filmstudio's. Na enkele bijrollen in films en televisieshows kreeg ze een rol in A Swingin' Summer (1965). Die rol leverde haar een contract op bij 20th Century Fox waarna ze een rol kreeg in de sciencefictionfilm Fantastic Voyage (1966) waardoor ze bij het grote publiek bekend werd.
Fox leende Welch uit aan Hammer Studios (Groot-Brittannië) waar ze de hoofdrol kreeg in een remake van One Million Years B.C. (1966). Haar enige kledingstuk was een bikini gemaakt van hertenvel, ze werd beschreven als "gekleed in de mensheids eerste bikini". Een poster van haar in de bikini vestigde haar naam als 'pin-up girl'. Sindsdien werd ze gezien als het sekssymbool van haar tijd.
Na haar rol in de film Bedazzled (1967), keerde ze terug naar de Verenigde Staten, waar ze verscheen in de western Bandolero!, met James Stewart en Dean Martin, gevolgd door haar rol in Lady in Cement met Frank Sinatra. Playboy noemde haar de meest begeerde vrouw van de jaren zeventig.
In 1969 speelde ze in de western 100 Rifles, geregisseerd door Tom Gries, met Jim Brown, Burt Reynolds en Fernando Lamas. Haar meest controversiële rol was in Myra Breckinridge (1970). Ze speelde een transseksueel en hoopte hierdoor als actrice serieus te worden genomen, maar de film flopte. 
In 1970 maakte ze samen met Tom Jones en producer/choreograaf David Winters de televisie-special Raquel!. De opnames vonden plaats over de hele wereld, van Parijs tot Mexico. Het programma bevatte bekende liedjes uit die periode, extravagante kleding en gastacteurs zoals John Wayne en Bob Hope. Ook verscheen ze in een aflevering uit seizoen 3 van The Muppet Show (1978).
In 1974 won ze een Golden Globe voor The Three Musketeers. Ook heeft ze een ster op de Hollywood Walk of Fame.

## Filmografie
- A House Is Not a Home (1964)
- Roustabout (1964)
- A Swingin' Summer (1965)
- Fantastic Voyage (1966)
- One Million Years B.C. (1966)

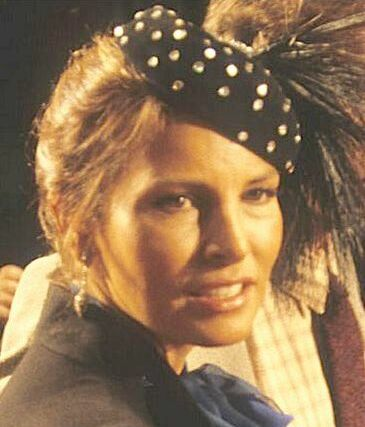
Welch in 1979

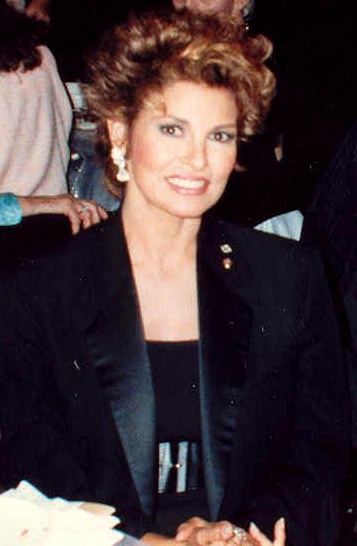
Welch in 1987

- Shoot Loud, Louder... I Don't Understand (1966)
- Think Twentieth (1967)
- The Oldest Profession (1967)
- Fathom (1967)
- Bedazzled (1967)
- The Biggest Bundle of Them All (1968)
- Bandolero! (1968)
- Lady in Cement (1968)
- 100 Rifles (1969)
- Flareup (1969)
- The Magic Christian (1969)
- The Beloved (1970)
- Myra Breckinridge (1970)
- Hannie Caulder (1971)
- Bluebeard (1972)
- Fuzz (1972)
- Kansas City Bomber (1972)
- The Last of Sheila (1973)
- The Three Musketeers (1973)
- The Four Musketeers (1974)
- The Wild Party (1975)
- Mother, Jugs & Speed (1976)
- L'Animal (1977) (met Jean-Paul Belmondo)
- Crossed Swords (1978)
- Trouble in Paradise (1989)
- Naked Gun 33⅓: The Final Insult (1994) (cameo)
- Chairman of the Board (1998)
- What I Did for Love (1998)
- Tortilla Soup (2001)
- Legally Blonde (2001)
- Jim Brown: All American (2002) (documentaire)
- Forget About It (2005)
- Staar (2006)

## Televisie
- The Hollywood Palace (1964)
- Raquel! (1970)
- The Muppet Show (1978)
- The Legend of Walks Far Woman (1982)
- Right to Die (1987)
- Scandal in a Small Town (1988)
- Trouble in Paradise (1989)
- Tainted Blood (1993)
- Torch Song (1993)
- Hollyrock-a-Bye Baby (1994) - stem
- Central Park West (1995) (pilot)
- Central Park West (1996)
- American Family (2002-2004)
- Seinfeld "The Summer Of George" (1997)
- CSI: Miami "Rest in Pieces" (2012)